# جين كينغ (شاعرة)
جين كينغ (بالإنجليزية: Jane King)‏ (1952، كاستريس في سانت لوسيا)؛ كاتِبة وشاعرة . درست في جامعة إدنبرة.